# جون بونيللو
جون بونيللو (بالإنجليزية: John Bonello)‏ (10 مايو 1958 في مالطا - ) هو مدرب كرة قدم ولاعب كرة قدم مالطي في مركز حراسة المرمى. شارك مع منتخب مالطا لكرة القدم. أما مع النوادي، فقد لعب مع نادي هيبرنيانز وSC Herford ‏.

## وصلات خارجية
- جون بونيللو على موقع الاتحاد الدولي (مؤرشف)  (الإنجليزية)
- جون بونيللو على موقع قاعدة بيانات كرة القدم.إي يو (الإنجليزية)
- جون بونيللو على موقع بيانات كرة القدم. دي إي (الألمانية)
- جون بونيللو على موقع ناشيونال فوتبول تيمز (الإنجليزية)
- جون بونيللو على موقع عالم كرة القدم.نت (الإنجليزية)